# Моисей Голем Комнин Арианит
Моисей Голем Комнин Арианит или Мойсей Дебърски (на албански: Moisi Arianit Golem Komneni, Moisiu i Dibrës) е албански благородник и военен деец, командир в Лежката лига.

## Биография
Роден е в известната благородническа фамилия Арианити като православен християнин. Баща му Комнин Арианити е виден албански благородник, владетел на земи в Средна Албания, около Драч. Брат на Мойсей е Георги Арианит, виден военачалник от османско-албанските войни.
След като Скендербег идва в Албания, Мойсей Арианит бързо се съюзява с него и става командир на граничната войска. В периода 1443 - 1444 година Мойсей Арианит завладява всички османски крепости в Дебърско. Мойсей се отличава при битката при Торвиол в 1444 година. Участва и в битката при обсадата на Свети град в 1448 година. За кратко се присъединява към османците в 50-те години на XV век, но скоро ги напуска и се присъединява отново към Лежката лига. Екзекутиран е публично в 1464 година в Цариград, след като е заловен от османската армия.
Мойсей Голем е национален герой в албанския фолклор, известен най-вече с „Песен за Мойсей Голем“ (Kënga e Moisi Golemit).